# Marc Pelosi
Marc Anthony Pelosi (* 17. Juni 1994 in Bad Säckingen) ist ein ehemaliger US-amerikanischer Fußballspieler, der meist als Mittelfeldspieler eingesetzt wird. Er stand zuletzt bei den San José Earthquakes unter Vertrag.

## Karriere

### Jugend und Amateurfußball
Pelosi wurde in Bad Säckingen geboren, wanderte aber schon in jungen Jahren mit seinen Eltern in die USA aus. Dort spielte er lange Zeit bei De Anza Force, einem Verein aus der San Francisco Bay Area. Im Jahr 2011 wechselte er nach Europa in die Jugendabteilung des FC Liverpool. Dort erlitt er 2013 in einem Spiel eine Verletzung, die ihn für über ein Jahr vom Spielbetrieb ausschloss. Obwohl er während seiner Verletzung seinen Vertrag verlängert hatte, wurde er Anfang 2015 freigestellt.

### Vereinskarriere
Am 17. Juli 2015 unterzeichnete Pelosi einen Vertrag bei den San José Earthquakes. Sein Pflichtspieldebüt absolvierte er am 26. Juli 2015 bei der 3:1-Niederlage gegen die Vancouver Whitecaps. Aufgrund von Knieproblemen absolvierte er in der Saison 2016 kein einziges Spiel. Nach einem Einsatz in einem Freundschaftsspiel gegen Eintracht Frankfurt wurde Pelosi an Reno 1868 FC verliehen.
Am 27. November 2017 löste San Jose den Vertrag mit Pelosi auf. Daraufhin verkündete er sein Karriereende.

### Nationalmannschaft
Pelosi repräsentierte die USA in mehreren Jugendmannschaften und führte das Team der U-17 als Kapitän in die U-17-Fußball-Weltmeisterschaft 2011. Am 9. Januar 2015 wurde er erstmals in den Kader der A-Nationalmannschaft berufen, bisher aber dort nicht eingesetzt.